# Lian
A lian egy a Koránban leírt (24:6-10) intézmény azokra az esetekre, ha a férj házasságtöréssel vádolja meg a feleségét, de nem tud tanúkat szolgáltatni. A Korán felszólítja a férjet, hogy esküdjön meg négyszer egymás után az igazáról, majd utána ötödször, magára hívva isten haragját, ha hazudna. A feleség ezután semlegesítheti ezt az állítást, ha ő is négyszer megesküszik arra, hogy hű volt, majd utána ötödször is, magára hívva isten haragját, ha a férje igazat mond. Ezek után a feleséget ártatlannak kiáltják ki, és végleg megszűnik a házasságuk, a férj pedig elveszti az apai jogait az eskü után születő gyerekekre.
Abban az esetben, ha a feleség megtagadja az esküt, bűnösnek számít, és a házasságtörésért járó büntetést lehet rá kiszabni.